# Lepidoscia toxoteuches
Lepidoscia toxoteuches is een vlinder uit de familie van de zakjesdragers (Psychidae). De wetenschappelijke naam van deze soort is voor het eerst voorgesteld als Narycia toxoteuches door Alfred Jefferis Turner in een publicatie uit 1927.
De soort komt voor in Australië (Tasmanië).